# Saint-Just-d’Avray
Saint-Just-d'Avray település Franciaországban, Rhône megyében. Lakosainak száma 743 fő (2022. január 1.). Saint-Just-d’Avray Cublize, Ronno, Dième, Chamelet, Chambost-Allières, Grandris és Saint-Appolinaire községekkel határos.

## Népesség
A település népessége az elmúlt években az alábbi módon változott:
| Lakosok száma | 754  | 754  | 780  | 747  | 747  | 748  | 748  | 743  | 743  |
|               | 2013 | 2015 | 2016 | 2017 | 2018 | 2019 | 2020 | 2021 | 2022 |